# Facundo Cambeses
Facundo Nicolás Cambeses (Longchamps, provincia de Buenos Aires, Argentina; 9 de abril de 1997) es un futbolista argentino que se desempeña en la posición de arquero en Racing Club de la Primera División de Argentina.

## Trayectoria

### Banfield
Cambeses surgió de las inferiores de Banfield, y tuvo su primera oportunidad en Primera el 20 de marzo de 2016, siendo suplente de Iván Arboleda en el empate a 1 frente a River Plate.
Su debut llegaría 3 años después, ya que el 18 de marzo de 2019 debutó en el empate 2-2 ante Godoy Cruz. Ese mismo año tuvo la posibilidad de jugar frente a Boca Juniors en La Bombonera, aunque el Taladro perdió 2-0.

### Racing Club
Luego de una disputa entre el Club Atlético Vélez Sarsfield y Racing Club, el arquero tomó la decisión de unirse a este último, concretando su llegada por 2 millones de dólares y un contrato a largo plazo el 3 de enero de 2024.
Debutó el 31 de enero en un partido contra Tigre (3-0 a favor de Racing) saliendo en reemplazo de Gabriel Arias, jugando todo el segundo tiempo.

## Selección nacional
Su primera convocatoria fue para jugar el COTIF de 2016 con la Selección sub-20. Su primer partido con la Albiceleste ocurrió el 26 de julio, en la victoria por 2-0 contra Catar.
Tras salir subcampeón con la Sub-20, volvió a ser convocado por el seleccionado juvenil para el Sudamericano 2017. Allí jugó 3 partidos, dónde recibió 6 goles.
En 2019 fue convocado con la Sub-22 para participar de los Juegos Panamericanos. Debutó el 9 de julio en la victoria por 2-3 frente a Ecuador. Jugó todos los partidos de titular, siendo clave en la obtención de la medalla de oro.
Un año después, fue convocado por la Sub-23 para jugar el Preolímpico Sudamericano. Jugó 6 partidos, recibiendo 7 goles.

## Estadísticas

### Clubes
Actualizado hasta el 19 de agosto de 2025.
| Club | Div.          | Temporada     | Liga  | Liga  | Copas nacionales(1) | Copas nacionales(1) | Torneos internacionales(2) | Torneos internacionales(2) | Total | Total | Media GR(3) |
| Club | Div.          | Temporada     | Part. | Goles | Part.               | Goles               | Part.                      | Goles                      | Part. | Goles | Media GR(3) |
| --- | ------------- | ------------- | ----- | ----- | ------------------- | ------------------- | -------------------------- | -------------------------- | ----- | ----- | ----------- |
| C. A. Banfield Argentina | 1.ª           | 2018-19       | 3     | -5    | 2                   | -2                  | –                          | –                          | 5     | -7    | 0.71        |
| C. A. Banfield Argentina | 1.ª           | 2019-20       | 0     | 0     | 1                   | -3                  | –                          | –                          | 1     | -3    | 0           |
| C. A. Banfield Argentina | 1.ª           | 2021          | 8     | -6    | 0                   | 0                   | –                          | –                          | 8     | -6    | 0.75        |
| C. A. Banfield Argentina | 1.ª           | 2022          | 19    | -22   | 6                   | -5                  | –                          | –                          | 25    | -28   | 1.12        |
| C. A. Banfield Argentina | 1.ª           | 2023          | 27    | -32   | 17                  | -7                  | –                          | –                          | 44    | -39   | 1           |
| C. A. Banfield Argentina | Total club    | Total club    | 57    | -65   | 26                  | -17                 | 0                          | 0                          | 83    | -82   | 1.03        |
| C. A. Huracán Argentina | 1.ª           | 2020-21       | —     | —     | 15                  | -21                 | —                          | —                          | 15    | -21   | 1.4         |
| Racing Club Argentina | 1.ª           | 2024          | 7     | -12   | 3                   | -2                  | —                          | —                          | 10    | -14   | 0           |
| Racing Club Argentina | 1.ª           | 2025          | 8     | -9    | 1                   | -0                  | 1                          | -0                         | 10    | -9    |             |
| Racing Club Argentina | Total club    | Total club    | 15    | -21   | 4                   | -2                  | 1                          | -0                         | 20    | -23   | 0           |
| Total carrera | Total carrera | Total carrera | 72    | -86   | 44                  | -40                 | 1                          | -0                         | 118   | -126  | 1.06        |
| (1) Incluye datos de la Copa Argentina, Copa de la Superliga Argentina y Copa de la Liga Profesional. (2) Incluye datos de la Copa Libertadores y Copa Sudamericana. (3) Media de goles recibidos por encuentro. No incluye goles recibidos en partidos amistosos. |               |               |       |       |                     |                     |                            |                            |       |       |             |

### Selección nacional
| Selección     | Año           | Amistosos | Amistosos | Eliminatorias | Eliminatorias | Mundial | Mundial | Copa América | Copa América | COTIF | COTIF | Sudamericano Sub-20 | Sudamericano Sub-20 | Juegos Panamericanos | Juegos Panamericanos | Preolímpico | Preolímpico | Juegos Olímpicos | Juegos Olímpicos | Total | Total | Media goles rec. |
| Selección     | Año           | PJ        | GR        | PJ            | GR            | PJ      | GR      | PJ           | GR           | PJ    | GR    | PJ                  | GR                  | PJ                   | GR                   | PJ          | GR          | PJ               | GR               | PJ    | GR    | Media goles rec. |
| ------------- | ------------- | --------- | --------- | ------------- | ------------- | ------- | ------- | ------------ | ------------ | ----- | ----- | ------------------- | ------------------- | -------------------- | -------------------- | ----------- | ----------- | ---------------- | ---------------- | ----- | ----- | ---------------- |
| Sub-20        | 2016          | -         | -         | -             | -             | -       | -       | -            | -            | 5     | 5     | -                   | -                   | -                    | -                    | -           | -           | -                | -                | 5     | 5     | 1                |
| Sub-20        | 2017          | -         | -         | -             | -             | -       | -       | -            | -            | -     | -     | 3                   | 6                   | -                    | -                    | -           | -           | -                | -                | 3     | 6     | 2                |
| Sub-20        | Total         | -         | -         | -             | -             | -       | -       | -            | -            | 5     | 5     | 3                   | 6                   | -                    | -                    | -           | -           | -                | -                | 8     | 11    | 1.38             |
| Sub-22        | 2019          | -         | -         | -             | -             | -       | -       | -            | -            | -     | -     | -                   | -                   | 5                    | 6                    | -           | -           | -                | -                | 5     | 6     | 1.2              |
| Sub-22        | Total         | -         | -         | -             | -             | -       | -       | -            | -            | -     | -     | -                   | -                   | 5                    | 6                    | -           | -           | -                | -                | 5     | 6     | 1.2              |
| Sub-23        | 2020          | -         | -         | -             | -             | -       | -       | -            | -            | -     | -     | -                   | -                   | -                    | -                    | 6           | 7           | -                | -                | 6     | 7     | 1.17             |
| Sub-23        | Total         | -         | -         | -             | -             | -       | -       | -            | -            | -     | -     | -                   | -                   | -                    | -                    | 6           | 7           | -                | -                | 6     | 7     | 1.17             |
| Total carrera | Total carrera | -         | -         | -             | -             | -       | -       | -            | -            | 5     | 5     | 3                   | 6                   | 5                    | 6                    | 6           | 7           | -                | -                | 19    | 24    | 1.26             |

## Palmarés

### Campeonatos internacionales
| Título                   | Club                          | Sede           | Año  |
| ------------------------ | ----------------------------- | -------------- | ---- |
| Juegos Panamericanos     | Selección sub-22 de Argentina | Lima           | 2019 |
| Preolímpico Sudamericano | Selección sub-23 de Argentina | Colombia       | 2020 |
| Copa Sudamericana        | Racing Club                   | Asunción       | 2024 |
| Recopa Sudamericana      | Racing Club                   | Río de Janeiro | 2025 |